# La joven ahogada
La joven ahogada (en inglés «The Drowning Girl: a memoir») es una novela publicada en 2012 de Caitlín R. Kiernan. La historia se sitúa en Providence (Rhode Island) trata de la historia de su protagonista y narradora no fiable India Morgan Phelps (también conocida como Imp), que es esquizofrénica.

## Sinopsis
Narrada desde el punto de vista de India Morgan Phelps, la novela cuenta sobre la precaria relación que ella mantiene con su compañera de cuarto y amante, Abalyn. Cuenta sobre su extraño encuentro con una mujer llamada Eva Canning una noche, a quién descubre de pie desnuda en medio del camino.
La incapacidad de Imp para separar la realidad de la fantasía, o su capacidad para ver en verdades sobrenaturales acerca de la realidad, en función de cómo se lee el texto, pone en peligro su relación con Abalyn. A medida que el mundo que percibe Imp se convierte en extraño, su pensamiento crítico y su imaginación parecen separarse y su propia vida queda amenazada.

## Premios
- Premio Bram Stoker a la mejor novela (2012).[2]
- Premio James Tiptree Jr. (2012)[2][3]

### Nominada
- Premio Nébula a la mejor novela[4]
- Premio Locus a la mejor novela de fantasía. Finalista[5]
- Premio Shirley Jackson[6]
- Mythopoeic Awards a la literatura adulta.[7]
- Premio British Fantasy.
- Premio Mundial de Fantasía a la mejor novela.[8]